# Sarah Lancashire
Sarah Lancashire (Oldham, 10 oktober 1964) is een Britse actrice en regisseuse. Ze heeft gestudeerd aan de Guildhall School of Music and Drama.

## Carrière

### Televisie
Lancashire's eerste vaste televisierol en tevens haar bekendste rol, was die van Raquel Watts in de soapserie Coronation Street. Ze speelde deze rol van 1991 tot '96 en had een gastrol in 1999.
Nadat ze deze serie verliet speelde ze rollen in veel andere bekende series en bouwde zo een reputatie op tot een van de bekendste Britse actrices. In tegenstelling tot veel andere acteurs die een bekend personage hadden gespeeld in een soapserie, kwam Lancashire makkelijk aan ander werk. Ze slaagde erin om bij haar latere rollen het imago van het Raquel Watts-personage van zich af te schudden en typecasting te voorkomen.
Van 1997 tot 1999 speelde ze Ruth Goddard in de dramaserie Where The Heart Is. In 1999 speelde ze mee in de sitcom Murder Most Horrid.
Lancashire heeft meegespeeld in de sitcom Chambers van BBC Radio 4, die later ook werd overgezet naar de televisie. In 2000 speelde ze actrice Coral Atkins in Seeing Red. Deze rol leverde Lancashire twee British television industry awards op. In 2001 speelde ze mee in de dramaserie Clocking Off, waarvoor ze de Beste Actrice award won tijdens de Television and Radio Industry Club Awards. In 2002 speelde ze de rol van Meg Bartlet in de psychologische thriller The Cry.
In september 2006 speelde ze mee in de comedyserie Angel Cake en in 2007 in Skins. In april 2008 had ze een gastrol in de serie Doctor Who als "Miss Foster".

### Toneel
Op 5 december 2005 keerde ze terug naar het West End-toneel voor de rol van Miss Adelaide in de Donmar Warehouse-productie van Guys and Dolls. Ze nam de rol over van Jane Krakowski. Ze liep echter een infectie op in de borstkas en moest om die reden de productie verlaten op 7 februari 2006.

### Regie en presentatie
In 2005 maakte Lancashire haar regiedebuut met een aflevering van de Britse serie The Afternoon Play. Dit leverde haar een nominatie op voor de Best New Director award tijdens de at the BAFTA televisie awards.
In 2006 presenteerde ze een editie van de documentaireserie Disappearing Britain. Hierin onderzocht ze onder andere haar eigen familiegeschiedenis.

## Persoonlijk leven
Lancashire is de dochter van scriptschrijver Geoffrey Lancashire, die ook meeschreef aan de serie Coronation Street. Ze is getrouwd met televisieproducer Peter Salmon, met wie ze een zoon heeft. Ze heeft ook twee zonen uit een vorig huwelijk.

## Filmografie
- Dramarama - Janice Dobbs (1988)
- Watching - Mevrouw Linden (1989)
- Coronation Street - Raquel Wolstenhulme (1991-1996)
- Where the Heart is - Ruth Goddard (1997)
- Murder Most Horrid - Karen Sullivan (1999)
- Clocking Off - Yvonne Kolakowski (2000)
- Chambers - Ruth Quirke (2000)
- Rose and Maloney - Rose Linden (2002, 2004 en 2005)
- Oliver Twist - Mrs. Corney (2007)
- The Paradise - Miss Audrey, hoofd damesafdeling (2012-2013)
- Last Tango in Halifax - Caroline Dawson (2012-2016)
- Happy Valley - Catherine Cawood (2014-heden)
- Yesterday - Liz (2019)